# Königlich Sächsische Ordenskanzlei

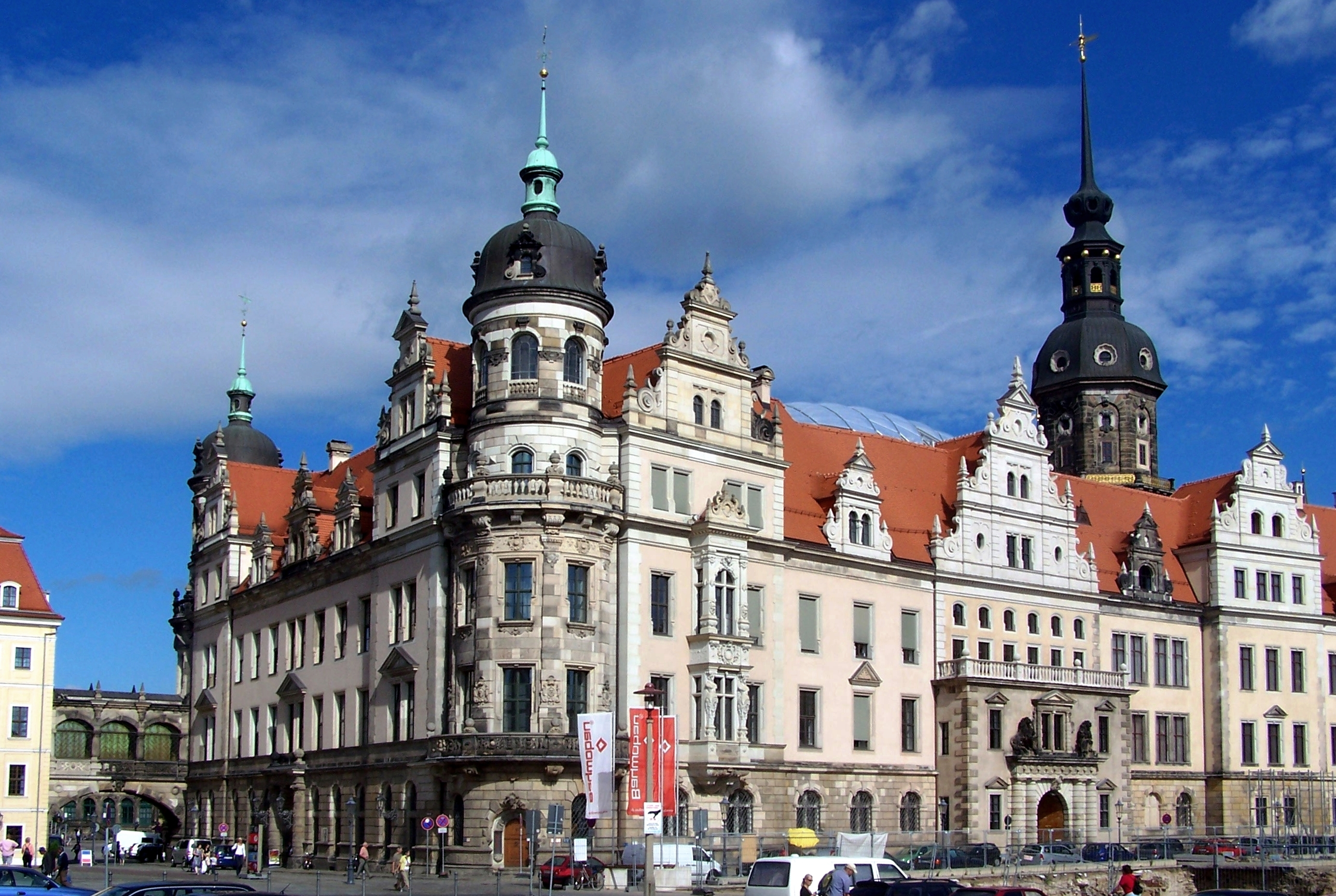
An der Straßenkreuzung Schloßstraße–Taschenberg befand sich der Sitz der Ordenskanzlei.

Die Königlich Sächsische Ordenskanzlei wurde 1832 errichtet und bestand bis 1918. Die Kanzlei mit Sitz in Dresden regelte  bis zu ihrer Auflösung alle Ordensangelegenheiten des Königreiches Sachsen.

## Geschichte
Die Ordenskanzlei unterstand hierarchisch dem höfischen Ministerium des Königlichen Hauses. Der Sitz der Kanzlei befand sich in dem an der Schloßstraße Ecke Taschenberg gelegenen Schlossflügel des königlichen Residenzschlosses Dresden. Der Kanzlei stand ein Ordenskanzler vor. Ihm unterstellt war der Ordenssekretär und ein Ordenskanzlist.
Die Finanzierung der Kanzlei erfolgte mit einem jährlich festgesetzten Etat, der bis auf wenige Ausnahmen vom sächsischen Staatshaushalt finanziert wurde. So erreichte beispielsweise der Jahresetat von 1910 die Höhe von 39.500 Mark. Der um die Jahrhundertwende beginnende sprunghafte Verleihungsanstieg von Orden und Ehrenzeichen führte zu raschen Erschöpfungen der jährlichen Budgets, weshalb ab 1908/1909 die steigenden Mehrkosten durch Zuschüsse beglichen werden mussten. Mit der vom Ordenskanzler eingeführten Spardoktrin, welche u. a. die Verwendung minderwertiger Metalle vorschrieb und eine vereinfachte Prägeherstellung verlangte, verschlechterte sich die Qualität der verliehenen Dekorationen. Hinzu trat eine Verschärfung der Rückgabeverpflichtung nach dem Ableben des Beliehenen beziehungsweise bei der Verleihung etwaiger höherer Ordensklassen. Verschärft wurde die finanzielle Krise der Kanzlei mit Ausbruch des Ersten Weltkrieges, der eine nochmalige abrupte Erhöhung von Verleihungen u. a. für das 1915 gestiftete Kriegsverdienstkreuz nach sich zog.
Am 19. Dezember 1918 wurde die Ordenskanzlei durch die vorangegangenen Ereignisse der Novemberrevolution und der Abdankung von Friedrich August III. aufgelöst. Die Aufgaben der Ordenskanzlei wurden nunmehr von der Sächsischen Staatskanzlei ausgeübt.

## Ordenskanzler

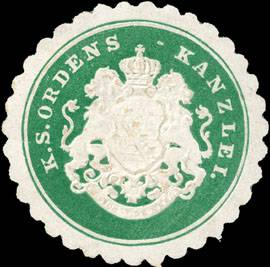
Die Siegelmarke der Ordenskanzlei.

Die Ordenskanzler waren zugleich sächsische Staatsminister. Die Funktion beschränkte sich auf rein repräsentative Art.
- 1832–1836: Eduard Gottlob von Nostitz und Jänkendorf
- 1837: unbesetzt
- 1838–1844: August Bernhard von Lindenau
- 1845–1847: Julius Traugott Jacob von Könneritz
- 1848–1868: Heinrich Anton von Zeschau
- 1869–1881: Johann Paul Freiherr von Falkenstein
- 1882–1891: Georg Alfred Friedrich von Fabrice
- 1892–1894: Hans von Thümmel
- 1895–1901: Heinrich Rudolf Schurig
- 1902: Karl Paul Edler von der Planitz
- 1903–1906: Kurt Damm Paul von Seydewitz
- 1907–1910: Victor Alexander von Otto
- 1911–1912: Max Klemens Lothar Freiherr von Hausen
- 1913–1918: Paul Arthur Nagel

## Ordenssekretäre
Der Ordenssekretär zeichnete für die organisatorischen und geschäftlichen Obliegenheiten der Ordenskanzlei verantwortlich. Ihm oblagen die Verhandlungen mit Ordensherstellern, die Beschaffung der Dekorationen, die Ausfertigung der Urkunden und der Versand.
- 1832–1838: Maximilian Günther
- 1839–1856: Friedrich Albert von Zenker
- 1857–1893: Wilhelm Immanuel Bär
- 1894–1918: Richard von Bauman

## Ordenskanzlisten
Die Aufgabe des Ordenskanzlisten bestand in der Matrikelführung sowie der Ausfertigung der Verleihungsurkunden nebst Erledigung des gesamten Schriftverkehrs der Kanzlei.
- 1832–1839: unbesetzt
- 1839–1853: Carl Gottlieb August Kaufer
- 1854–1862: Julius Theodor Schroth
- 1862–1869: Karl Wilhelm Grieshammer
- 1870–1895: Julius Wilhelm Heintze
- 1896–1918: Max Hermann Finsterbusch